# Béres Zoltán (ökölvívó)
Béres Zoltán (Nyírbátor, 1968. január 11. –) olimpiai bronzérmes magyar ökölvívó.

## Pályafutása
Béres Zoltán a Vasas SC versenyzőjeként az 1992-es barcelonai olimpián félnehézsúlyban bronzérmet szerzett. Béres a játékok elődöntőjében az ukrán Rostyslav Zaulychnyitól kapott ki, aki végül a döntőben a német Torsten Mayyel szemben maradt alul.